# 望月玉泉

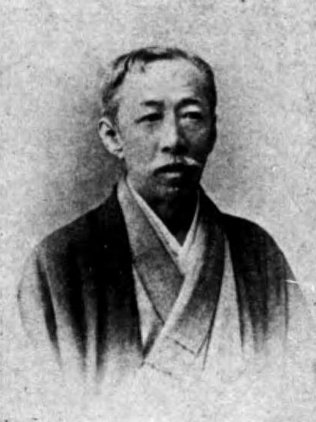
望月玉泉

望月 玉泉（もちづき ぎょくせん、天保5年6月14日（1834年7月20日） - 大正2年（1913年）9月16日）は、日本の明治から大正にかけて活躍した四条派の日本画家。本名は重岑。字は主一。通称駿三、玉泉は画号で、別号に玉溪。

## 経歴
京都室町竹屋町に生まれる。祖父は望月派の絵師望月玉蟾（玉仙）、父は望月玉川、子の望月玉溪も日本画家、という絵師の家系に生まれる。6歳から祖父に絵の手解きを受け、16歳から父に画法を学び、詩文は巖垣六蔵に習う。弘化2年（1845年）13歳で菊亭家に仕えながら、伊勢国・駿河国などに遊歴、写生を重んじながら円山派と四条派を折衷し、山水・花鳥画で京都画壇に知られるようになる。嘉永5年（1852年）に18歳で家督を継ぐ。望月家は代々宮中の御用を務めており、安政2年（1855年）京都御所造営で襖絵「有虞二妃図」「舞楽図」を描き、ついで明治天皇即位の際「山茶梅（花カ）戯犬の図」と共に「岩藤熊萩野猪図屏風」（東京国立博物館）を献納している。
明治11年（1878年）幸野楳嶺らと京都府画学校設立の義を請願、明治13年（1880年）画学校が設立されると、東宗の副教員として指導にあたる。印刷局、博物局の命により正倉院御物を模写し、明治15年（1882年）内国絵画共進会では絵事功労の褒章を受ける。地元の京都博覧会でも度々受賞、明治21年（1888年）「平安百景会」を主催し、会主として京洛の名勝百景を選んで、多くの画家をまとめ後進の育成に尽力した。明治24年（1891年）普通学校の教材として『玉泉習画帖』3冊を刊行、上京区室町丸太町下ルの画塾で跡見玉枝など多くの弟子を育てた。
明治22年（1889年）のパリ万国博覧会で「富嶽図」を出品し銅賞。明治26年（1893年）のシカゴ・コロンブス万国博覧会では農商務省買い上げの栄誉を受ける。明治29年（1896年）日本絵画協会設立されると、その第一回展に玉枝ら門下生と出品、「宇治川上流紙漉秋景」で一等褒状となる。続いて明治30年（1897年）の第二回絵画共進会にも「孔雀」を出品する。その後日本美術院の設立には関わらず、明治33年（1900年）パリ万国博覧会に出した「雕養雛図」（所在不明、類品無し）は好評を得、明治37年（1904年）4月16日帝室技芸員を拝命する。晩年は専ら花鳥画に彩管を振るい、大正2年（1913年）丸田町の自宅で80年の生涯を閉じた。
門下に川合玉堂、跡見玉枝など。

## 代表作
| 作品名                                   | 技法           | 形状・員数 | 寸法（縦x横cm）       | 所有者                                                           | 落款・印章                       | 年代 | 備考                                                                     |
| ---------------------------------------- | -------------- | ---------- | --------------------- | ---------------------------------------------------------------- | -------------------------------- | --- | ------------------------------------------------------------------------ |
| 岩藤熊萩野猪図屏風                       |                | 六曲一双   | 166.6x365.4（各）     | 東京国立博物館                                                   |                                  | |                                                                          |
| 平安百景之内（御幸橋乃雨景・神泉苑乃景） | 絹本著色       | 双幅       | 112.8x41.8 111.7x41.7 | 春星館コレクション                                               | 1888年（明治21年）               | 右幅：款記「玉泉」/「主一」朱文壺印・「玉泉画印」白文方印 左幅：款記「玉泉」/「玉泉」朱文楕円連印                                 |                                                                          |
| 池畔驟雨図                               | 絹本墨画淡彩   | 1幅        |                       | 長岡天満宮                                                       | 1888年〜91年（明治21年〜24年）頃 | |                                                                          |
| 湍淵遊鱗図                               | 絹本著色       | 1幅        | 168.4x108.1           | 東京国立博物館                                                   | 1893年（明治26年）頃             | | シカゴ・コロンブス万国博覧会出品                                         |
| 雪中芦雁図屏風                           | 絹本著色       | 六曲一双   |                       | 静嘉堂文庫美術館                                                 | 1895年（明治28年）               | | 第四回内国勧業博覧会妙技二等賞                                           |
| 京都風景図（三条大橋と大極殿）           | 絹本金地著色   | 六曲一双   | 119.7x267.0（各）     | グリフィス＆パトリシア・ウェイコレクション（シアトル美術館寄託） | 1896年（明治29年）               | 右隻：款記「平安玉泉」/「字曰主一」朱文方印・「望玉泉印」白文方印 左隻：款記「玉泉画」/「望重岑」朱文方印・「聖香讀画棲」白文方印 |                                                                          |
| 花卉鳥獣図巻                             | 紙本著色       | 2巻        |                       | 京都国立博物館                                                   |                                  | | 国井応文との合作                                                         |
| 梅花朧月図                               |                | 1幅        |                       | 北野天満宮                                                       | 1902年（明治35年）               | | 望月玉溪筆「老松菊花図」と対幅。同年の官公一千年祭大萬燈祭に合わせて奉納 |
| 芦雁図                                   | 紙本墨画淡彩   | 襖6面      |                       | 京都・三千院                                                     | 1906年（明治39年）               | |                                                                          |
| 雪中蘆雁図                               | 絹本著色       | 六曲一双   |                       | 泉屋博古館                                                       | 1908年（明治41年）               | |                                                                          |
| 竹図                                     | 紙本墨画金砂子 | 二曲一双   | 180.0x162.0（各）     | 大雲院 (京都市)                                                  |                                  | 款記「玉泉寫」 |                                                                          |
| 黒牛図屏風                               | 紙本金地著色   | ニ曲一隻   | 153.04×170.18         | ミネアポリス美術館所蔵（クラーク日本美術・文化研究センター旧蔵） |                                  | 款記「玉泉画」 |                                                                          |
| 猫柳雁図                                 | 絹本著色       | 1幅        | 140.2x68.6            | ボストン美術館                                                   |                                  | 款記「玉泉」 |                                                                          |
| 桜下鮎図                                 | 絹本著色       | 1幅        | 118.6x41.3            | ボストン美術館                                                   |                                  | 款記「玉泉」/「玉」「泉」白文連印                                                                                                 |                                                                          |

## 参考資料
- 榊原吉郎編 『近代の美術25 円山・四条派の流れ』 至文堂、1974年
- 日本美術院百年史編集室編 『日本美術院百年史 第一巻 上』 日本美術院、1989年
- 斉藤全人「特集 一九〇〇年パリ万国博覧会出品作(三) 望月玉泉筆「雕養雛図」について」『三の丸尚蔵館年報・紀要』第16号、2009年4月、pp.23–28